# Estación de Benken
La estación de Benken es una estación ferroviaria de la comuna suiza de Benken, en el Cantón de San Galo.

## Historia y ubicación
La estación se encuentra ubicada en las afueras del norte del núcleo urbano de Benken, en la zona conocida como Starrberg. Fue inaugurada en 1859 con la apertura de la línea férrea que comunica a Ziegelbrücke con Rapperswil por parte del Vereinigte Schweizerbahnen (VSB). Cuenta con un único andén lateral, al que accede una vía pasante. Tiene una pequeña marquesina para refugiarse de las inclemencias meteorológicas, y ha sido derribado su edificio original.
En términos ferroviarios, la estación se sitúa en la línea Rapperswil - Ziegelbrücke. Sus dependencias ferroviarias colaterales son la estación de Uznach hacia Rapperswil y la estación de Schänis en dirección Ziegelbrücke.

## Servicios ferroviarios
Los servicios ferroviarios de esta estación están prestados por SBB-CFF-FFS:
- R Rapperswil - Ziegelbrücke - Glaris - Schwanden - Linthal. Existen frecuencias cada hora en cada dirección, desde las 6 de la mañana hasta la medianoche.[1]